# Cyrtosia serena
Cyrtosia serena is een vliegensoort uit de familie van de Mythicomyiidae. De wetenschappelijke naam van de soort is voor het eerst geldig gepubliceerd in 1915 door Becker, oorspronkelijk geplaatst in het geslacht Empidideicus.